# Crataegus pinetorum
Crataegus pinetorum — вид квіткових рослин із родини трояндових (Rosaceae).

## Біоморфологічна характеристика
Це дерево чи кущ 20–60 дм заввишки. Молоді гілочки сильно червонуваті, 1-річні блискучі червонувато-коричневі, 2-річні тьмяні сіро-коричневі, старші матово-сірі; колючки на гілочках звичайно присутні, ± прямі, 1-річні блискучі чорні або червонувато-чорні, 2-річні стають чорними, дрібні, 2–3.5 см. Листки: ніжки листків 25–30% від довжини пластинки, від рідко до густо залозисті; пластини від вузькояйцеподібної до вузькоеліптичної форми, 4–6 см, основа клиноподібна, частки по 2 або 3 з боків, верхівки часток гострі, краї з надзвичайно дрібними зубцями, верхівка гостра. Суцвіття 2–4-квіткові. Чашолистки вузько трикутні, 6 мм. Яблука тьмяно-червоні, майже кулясті, 12–14 мм в діаметрі. 2n = 51. Період цвітіння: квітень; період плодоношення: вересень і жовтень.

## Ареал
Ендемік південного сходу США (Алабама, Джорджія, Міссісіпі).
Населяє краї та щілини лісових угідь; висота зростання: 100–200  метрів.